# Pepi Manaskov
Pepi Manaskov (mazedonisch Пепи Манасков, * 19. August 1964 in Titov Veles, SR Mazedonien, SFR Jugoslawien) ist ein nordmazedonischer Handballtrainer und ehemaliger Handballspieler, der zumeist als linker Rückraumspieler eingesetzt wurde.
Der 1,97 m große und 90 kg schwere Rechtshänder begann seine Profikarriere 1986 bei Borec Mladost. 1991 wechselte er in die französische Handball-Liga zum US Créteil HB, mit dem er Torschützenkönig in 1993 war. 1993 wechselte er in die deutsche Handball-Bundesliga zum VfL Hameln, mit dem er im DHB-Pokal 1994 das Halbfinale erreichte sowie in der gleichen Saison Vizemeister wurde. Im EHF-Pokal 1994/95 stieß er ebenfalls bis ins Halbfinale vor, scheiterte aber an BM Granollers. Im Euro-City-Cup 1995/96 kam er ins Finale, unterlag dort allerdings Drammen HK. 1997 ging er zum mazedonischen Verein RK Pelister Bitola, mit dem er die Meisterschaft gewann. Anschließend unterschrieb er beim slowenischen Klub RK Celje, mit dem er 1999 und 2000 Meister wurde. Daraufhin wechselte er zum RK Vardar Skopje, mit dem er 2001 und 2002 Meister sowie 2001 Pokalsieger wurde. Nach einer Spielzeit beim griechischen AC Filippos Verias, wo er das Double gewann, kehrte er zu Vardar zurück und errang erneut beide nationalen Titel. Zur Saison 2004/05 kam er zu Bitola zurück und gewann sein viertes Double in Folge. Nach der Saison 2005/06 bei Vardar beendete er seine Karriere.
Für die Mazedonische Nationalmannschaft bestritt Manaskov 84 Länderspiele, in denen er 264 Tore erzielte. Bei der Europameisterschaft 1998 belegte er den zwölften Platz.
Manaskov übernahm im November 2011 das Traineramt des mazedonischen Erstligisten RK Kumanovo, den er bis zum September 2012 trainierte. Ab dem Jahr 2014 war er als Jugendtrainer bei RK Vardar Skopje tätig. Nachdem Manaskov mehrere Jahre als Jugendtrainer beim RK Vardar tätig gewesen war, übernahm er zur Saison 2020/21 den mazedonischen Verein RK Rabotnichki. Nach der Saison 2021 verließ er Rabotnichki und leitete anschließend wieder eine Jugendmannschaft bei RK Vardar. Zum Jahreswechsel 2022/23 wechselte er in den Jugendbereich des Vereins RK Alkaloid.
Seine Söhne Dejan und Martin sind ebenfalls Handballspieler.